# NGC 1681
NGC 1681 é uma galáxia espiral (Sb) localizada na direcção da constelação de Eridanus. Possui uma declinação de -05° 48' 11" e uma ascensão recta de 4 horas, 51 minutos e 50,1 segundos de arco.
A galáxia NGC 1681 foi descoberta em 6 de Janeiro de 1878 por Édouard Jean-Marie Stephan.